# Мария Фердинанда Саксонска (1796 – 1865)
Мария Фердинанда Саксонска, с рождено име Мария Фердинанда Амалия Ксаверия Терезия Йозефа Анна Непомукена Алойзия Йохана Винкентия Игнатия Доминика Франциска де Паула Франциска де Шантал Саксонска (на немски: Maria Ferdinanda Amalia Xaveria Theresia Josepha Anna Nepomucena Aloysia Johanna Vincentia Ignatia Dominica Franziska de Paula Franziska de Chantal von Sachsen; * 27 април 1796, Дрезден; † 3 януари 1865, дворец Брандайз, Бохемия) е принцеса от Кралство Саксония и чрез женитба велика херцогиня на Тоскана (1821 – 1824).

## Живот
Тя е втората дъщеря на принц Максимилиан Саксонски (1759 – 1838) и първата му съпруга принцеса Каролина Бурбон-Пармска (1770 – 1804), дъщеря на херцог Фердинанд I Пармски. Сестра е на саксонските крале Фридрих Август II (1797 – 1854) и Йохан (1801 – 1873).
Мария Анна се омъжва на 6 май 1821 г. във Флоренция за велик херцог Фердинанд III от Тоскана (1835 – 1908) от фамилията Хабсбург-Лотаринги, син на император Леополд II. Тя е сестра на нейната свекърва Мария Анна (1799 – 1832). Тя е втората му съпруга. Бракът е бездетен.
През 1859 г. Тосканската херцогска фамилия загубва трона и живее в изгнание в Бохемия. Мария е често гост на брат си Йохан в Дрезден. Тя е погребана в капуцинската гробница във Виена.